# Tellervo hiero
Tellervo hiero är en fjärilsart som beskrevs av Frederick DuCane Godman och Osbert Salvin 1888. Tellervo hiero ingår i släktet Tellervo och familjen praktfjärilar. Inga underarter finns listade i Catalogue of Life.